# فاليري ألمان
فاليري ألمان (مواليد 23 فبراير 1995) هي لاعبة رمي القرص أمريكية، فازت بالميدالية الذهبية في أولمبياد 2020.وفي أولمبياد باريس 2024 فازت بذهبية رمي القرص للسيدات.